# 桑原豊
桑原 豊（くわばら ゆたか、1945年10月14日 - ）は、日本の政治家。衆議院議員（2期）、石川県議会議員を歴任。

## 略歴

### 経歴
- 1964年
  - 石川県立金沢泉丘高等学校卒業。
- 1969年
  - 早稲田大学第一法学部卒業、石川県庁入庁。
- 1996年
  - 10月20日　第41回衆議院議員総選挙（石川1区、旧民主党公認）当選（比例北陸信越）、71,154票。
- 2000年
  - 6月25日　第42回衆議院議員総選挙（比例北陸信越、民主党公認）2期目当選。
- 2003年
  - 11月9日　第43回衆議院議員総選挙（石川3区、民主党公認）落選、66,240票。
- 2005年
  - 9月11日　第44回衆議院議員総選挙（石川3区、民主党公認）落選、77,463票。
- 2010年
  - 3月14日　石川県知事選挙（無所属）落選、105,166票。
  - 6月10日　地域政党「輝きネットいしかわ」を設立[2]。
- 2018年　　　　　　　　　　　　　　　　　　　
  - 1月　粟森喬が立ち上げた政治団体、「立憲民主石川」（サポート立憲）に参加し共同代表に就任するが、同団体は1月19日に立憲民主党の福山哲郎幹事長から「正式な支部組織と誤解されかねない」として名称の変更を求められた[3]。

## 政策
- 選択的夫婦別姓制度導入に賛同[4]。

## 人物
- 趣味は山歩き　小旅行　音楽鑑賞[5]
- モットーは「歩きながら考える」[5]
- 尊敬する政治家は石橋湛山、田中正造、松村謙三[5]